# Jürgen Suhr

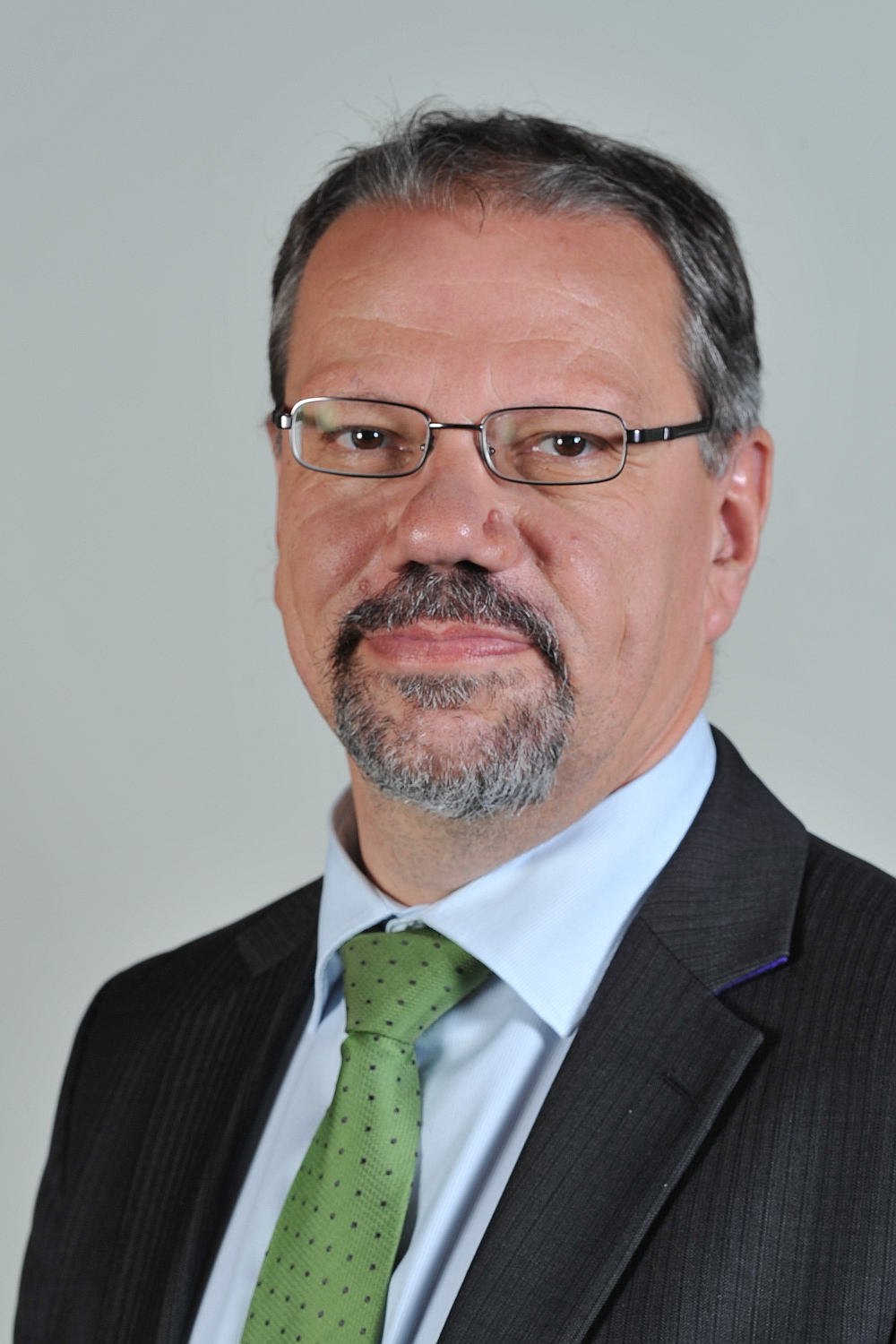
Jürgen Suhr 2013

Jürgen Suhr (* 9. April 1959 in Remscheid) ist ein deutscher Politiker. Er war von 2001 bis 2002 sowie von 2004 bis 2011 Landesvorsitzender von Bündnis 90/Die Grünen Mecklenburg-Vorpommern und von 2011 bis 2016 Fraktionsvorsitzender im Landtag Mecklenburg-Vorpommern.

## Leben, Ausbildung und Beruf
Nach dem Fachabitur absolvierte Suhr eine Ausbildung zum Groß- und Außenhandelskaufmann und anschließend ein Studium der Wirtschaftswissenschaften. Zu Beginn der 1980er Jahre war er als Devisenhändler für den Mannesmann-Konzern tätig,  von 1987 bis 1998 war er Geschäftsführer eines sozialen Dienstleisters in Remscheid, der neben Kindergärten und Jugendzentren auch mehrere wirtschaftliche Betriebe in unterschiedlichen Branchen betrieb.
Seit 1998 lebt Jürgen Suhr in Stralsund und war dort zunächst Geschäftsführer der Produktionsschulen gGmbH M-V. Zwischen 2004 und 2009 war Suhr hauptamtlicher Geschäftsführer der Fraktion Forum Kommunalpolitik in der Stralsunder Bürgerschaft. 2009 bis 2011 arbeitete er wieder als alleinvertretungsberechtigter Geschäftsführer für die Produktionsschulen gGmbH und gleichzeitig als Schulleiter der Produktionsschule in Barth.

## Politische Arbeit
Bis 1982 war Suhr Mitglied der FDP, seit 1991 ist er Mitglied von Bündnis 90/Die Grünen. Er gehört derzeit dem Kreisverband Landkreis Vorpommern-Rügen seiner Partei an.
Zwischen 1989 und 1996 war er grünes Ratsmitglied in Wermelskirchen (Rheinisch-Bergischer Kreis), wo er das Amt des Fraktionsvorsitzenden innehatte. Seit Juni 2004 ist Suhr über die von ihm im Jahr 2002 mitbegründete grünnahe Liste „Forum Kommunalpolitik“ Bürgerschaftsmitglied in der Hansestadt Stralsund. Bei der Stralsunder Oberbürgermeisterwahl am 18. Mai 2008 erreichte Suhr mit 11,4 % der abgegebenen Stimmen den dritten Platz von sechs Kandidaten. Seit 2011 ist er auch Mitglied im Kreistag Vorpommern-Rügen.
Jürgen Suhr wurde 1998 als Beisitzer erstmals in den Landesvorstand von Bündnis 90/Die Grünen in Mecklenburg-Vorpommern gewählt, von 2001 bis 2002 war er Landesvorstandssprecher. Bei der Landtagswahl 2002 war er, zusammen mit Ulrike Seemann-Katz, einer von zwei Spitzenkandidaten der Grünen.
2004–2011 war Suhr erneut Vorstandssprecher bzw. Vorsitzender von Bündnis 90/Die Grünen in Mecklenburg-Vorpommern. Vor der Bundestagswahl 2005 unterlag er bei der Abstimmung über Listenplatz 1 der mecklenburg-vorpommerschen Landesliste dem Rostocker Harald Terpe, der im Folgenden in den Bundestag einzog. 2006, 2008 und 2010 wurde er jeweils als Landesvorstandssprecher der Partei bestätigt. Seine Ko-Sprecherin bzw. Ko-Vorsitzende war 2006–2008 Ulrike Berger und 2008–2011 Silke Gajek. Suhr wirkt seit 2001 regelmäßig in den Präsidien der bündnisgrünen Bundesdelegiertenkonferenzen sowie der einem „kleinen Parteitag“ vergleichbaren Länderrate mit und war auf Bundesebene Mitglied der wirtschaftspolitischen Kommission und der Demokratiekommission.
Zur Landtagswahl am 4. September 2011 wurde er von der Landesdelegiertenkonferenz der Grünen mit 68 % der Stimmen gegen den Greifswalder Antiquar Ulrich Rose auf Platz 2 der Landesliste gewählt. Im Oktober 2011 schied er aus dem Landesvorstand aus und war danach Fraktionsvorsitzender seiner Partei im Landtag.

## Familie
Suhr ist zum zweiten Mal verheiratet. Mit seiner zweiten Frau Ingrid hat er zwei Kinder. Zur Familie gehören zwei weitere, ältere Kinder, die in Wuppertal und Berlin studieren.